# 佐々木洋平 (俳優)
佐々木 洋平（ささき ようへい、1981年（昭和56年）4月28日 - ）は、日本の俳優、映画監督。

## 来歴
大学在学中に映画制作に没頭し、監督から出演までこなした。数本の日米合作の映画制作に参加した後、本格的に俳優業をスタートさせる。
2009年（平成21年）に監督を務めた「It's Not My Day.」が第一回ルナティックショートムービーフェスティバル（審査員長：清水崇）で最優秀作品賞に輝いたのに続き、Short Film Festa Nippon 2010にて審査員特別賞を受賞するなど、俳優業の傍ら精力的に映画制作活動を続けている。

## 監督作品
- The Japonista Legend（2010）
- キミのクセ（2009）
- マルガ☆リーマン（2009）
- さよなら、プロポーズ（2009）
- It's Not My Day.（2009）※第一回ルナティックショートムービーフェスティバル最優秀作品賞、Short Film Festa Nippon 2010審査員特別賞
- 親子バンク（2009）
- Lucky Man（2009）

## 出演

### テレビ
- 怪生伝 - 2014年 フジテレビ　細野京介 役
- 篤姫 (NHK大河ドラマ) - 2008年 NHK　庄蔵 役（江戸時代の水主）

### 映画
- 名古屋MEN'S物語 - 2010年 「名古屋MEN’S物語」製作委員会
- Re:Play-Girls リプレイガールズ - 2010年 アドウェイズピクチャーズ
- 音楽人 - 2010年 「音楽人」製作委員会
- マルガ☆リーマン - 2009年 ビビプロ
- It's Not My Day. - 2009年 ビビプロ
- 三姉妹カフェ物語〜チーズケーキは魔法の香り〜 - 2005年 レーヴ

### 舞台
- 詠人不知 - 2013年 Project JUVENILE　坂本龍馬  役
- 異譚 解体新書 - 2012年 PK THEATER
- 罪人 ZAININ - 2011年 PK THEATER
- 絵師　松蔭堂 - 2010年 彩朧
- 永遠に〜遥かなる想い〜 - 2010年 BEYOND
- 異譚　破戒 - 2010年 PK THEATER　土屋銀之助  役
- 妬灯恋話 - 2009年 演劇集団張り子の虎　怪盗ルパン  役
- 労働者 - 2009年 PK THEATER
- 幽体離脱、加奈子サン〜右から見るか、左から見るか〜 - 2009年 母性本能プロラクチン
- ブライトライトダーティアンダーグラウンドシティ - 2009年 演劇ユニット　トナドゥ
- 満月に、同窓会。 - 2009年 ビビプロ
- よみびとしらず - 2008年 Team Aerith　坂本龍馬  役
- 異譚　女殺油地獄 - 2008年 演劇ユニット トナドゥ　近松門左衛門 役
- 三日月のバスジャック - 2008年 ビビプロ
- 女の子ってなんでできてる？ - 2008年 演劇ユニット トナドゥ
- そして龍馬は殺された - 2007年 神田時来組
- ホーンテッドマンションが消える日 - 2004年 キャンパスシネマ